# Combinatiegerecht
Een combinatiegerecht of combinatiemaaltijd is een gerecht dat bestaat uit drie hoofdcomponenten. In Nederland is het gebruikelijk om aardappelen, groente en vlees te combineren. Bij fastfood-restaurants bestaat een combinatiegerecht doorgaans uit een hoofdgerecht, een bijgerecht en een drankje; zoals een hamburger met friet en frisdrank.